# Le Sérac
Le Sérac är en bergstopp i Schweiz.   Den ligger i distriktet Sion och kantonen Valais, i den sydvästra delen av landet, 70 km söder om huvudstaden Bern. Toppen på Le Sérac är 2 817 meter över havet, eller 254 meter över den omgivande terrängen. Bredden vid basen är 1,7 km.
Terrängen runt Le Sérac är huvudsakligen mycket bergig. Runt Le Sérac är det tätbefolkat, med 709 invånare per kvadratkilometer.. Närmaste större samhälle är Sion, 11,0 km söder om Le Sérac. 
I omgivningarna runt Le Sérac växer i huvudsak blandskog.